# Gagausisk (sprog)
Gagausisk er et tyrkisk sprog som tales i dele af Moldova, Ukraine, Rumænien og Bulgarien. Sproget har lånte slaviske træk i syntaks og ordforråd, da det tales af mindretalsgrupper i områder hvor bulgarsk og ukrainsk er dominerende.
Gagausisk er, sammen med rumænsk og russisk, officielt sprog i den selvstyrende region Gagausien i Moldova.